# Ga Bearing BTS

Bảng hiệu ga Bearing

Ga Bearing (tiếng Thái: สถานีแบริ่ง, RTGS: Baering, phát âm [sā.tʰǎː.nīː bɛ̄ː.rîŋ]) là một ga BTS skytrain, trên Tuyến Sukhumvit ở quận Bang Na, Bangkok, Thái Lan. Nhà ga nằm trên Đường Sukhumvit tại Soi Baering (Sukhumvit Soi 107), điểm cuối cùng của hệ thống BTS ở vùng Đô thị hành chính Bangkok, trước khi qua ranh giới Samrong Nuea Town ở tỉnh Samut Prakan.
Một đoạn mở rộng 5,2 km Skytrain từ Ga On Nut, đã mở vào 12 tháng 8 năm 2011. Giữa năm 2011 và năm 2017 nó là ga cuối phía Tây của tuyến, cho đến khi mở cửa Ga Samrong.
Có thể đến St. Andrews Sukhumvit 107 từ ga BTS này.